# Ricardo Villalobos

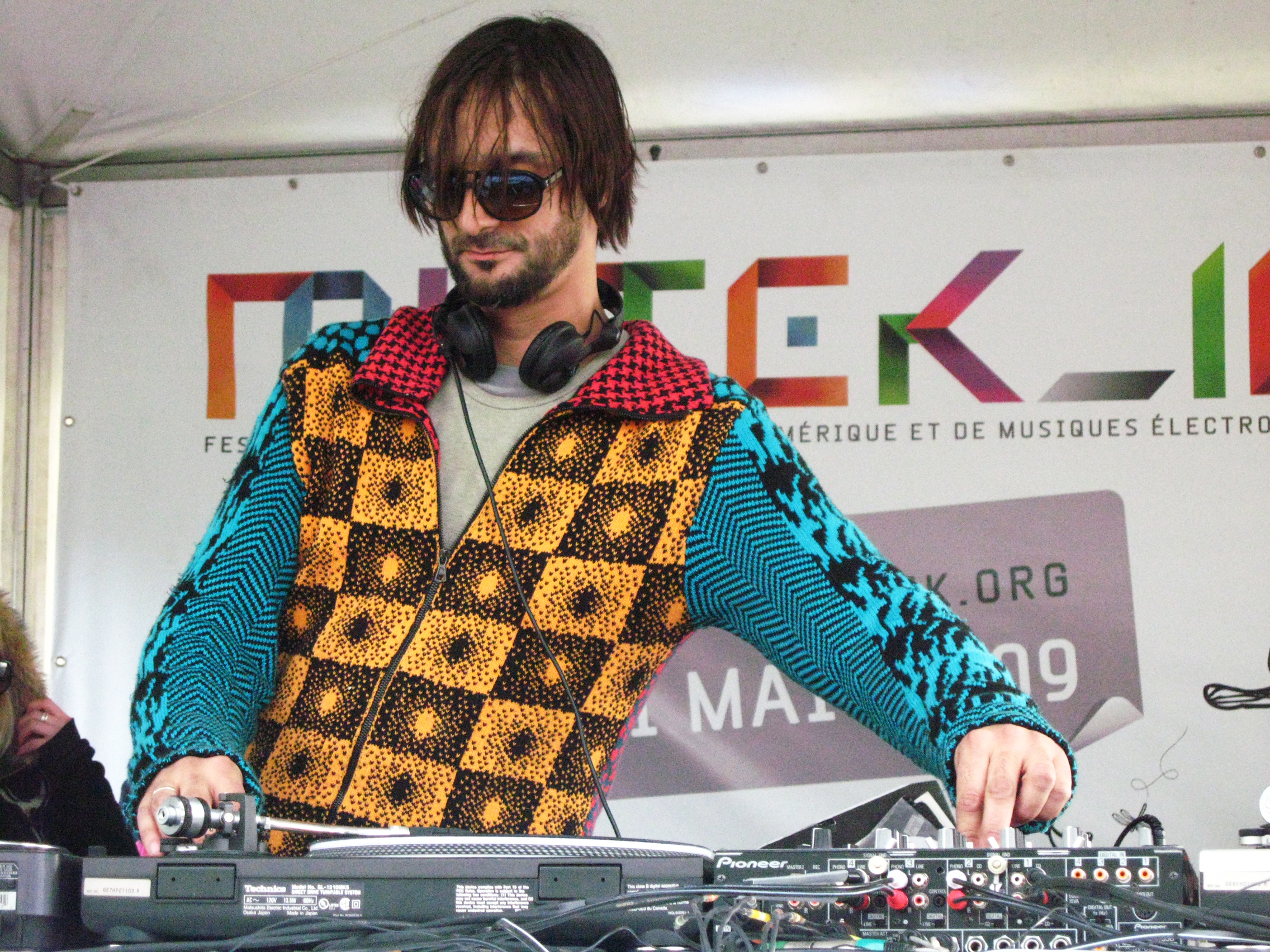
Ricardo Villalobos bei einem Auftritt 2009

Ricardo Villalobos (* 6. August 1970 in Santiago de Chile) ist ein Berliner DJ und Musiker mit chilenischem Vater und deutscher Mutter, der für seinen genreübergreifenden eigenen Stilmix aus House, Techno, Minimal Techno und südamerikanisch-perkussiven Klängen bekannt ist.

## Leben
Ricardo Villalobos besitzt sowohl die deutsche als auch die chilenische Staatsbürgerschaft. Er kam als Kleinkind nach Deutschland, nachdem seine Eltern infolge des Militärputsches Chile verlassen mussten. Die Familie siedelte sich im hessischen Seeheim-Jugenheim an. Früh begeisterte sich Villalobos für Musik. Sein Vater war ihm nach seinen Angaben ein wichtiges Vorbild und Mentor, durch ihn lernte er viele Musikrichtungen kennen: die im familiären Freundeskreis geschätzte Salsa, aber auch Rock und elektronische Musik. Bereits als Jugendlicher erlernte er das Trommeln mit Congas und spielte live auf Tanzveranstaltungen von Freunden seines Vaters, die eine Veranstaltungsagentur betrieben. Sein Vater war es auch, der den 15-jährigen Ricardo erstmals in die damals populäre Disco „Dorian Gray“ im Frankfurter Flughafen mitnahm.
1988 stand Ricardo das erste Mal als DJ hinter dem Pult einer Disco, nachdem er schon auf einigen Schul- und Kellerpartys auflegte. Er begeisterte sich damals für Depeche Mode und begann auch, eigene Musik in deren Stil aufzunehmen. Zu Beginn der 1990er Jahre näherte sich Villalobos dem aufkommenden Acid-House, der nun seine DJ-Sets und seine eigenen Aufnahmen prägen sollten. 1992 debütierte er mit einer Maxisingle auf dem „Overload“-Label und veranstaltete illegale Technopartys, die ihn überregional bekannt machen sollten. Seine ebenfalls zu dieser Zeit gegründeten eigenen Labels „Elastic Music“ und „Placid Flavour“ hatten keinen Erfolg und wurden bald darauf wieder eingestellt.
1994 wurde er von den Machern des Ongaku-Labels eingeladen, während eines großen Festival während der Sonnenfinsternis in Chile aufzulegen. Dadurch wurde Villalobos in seiner alten Heimat bekannt, wo er künftig, speziell während der deutschen Wintermonate, regelmäßig auflegen sollte. 1995 wurde er Resident-DJ im Frankfurter „Box“, später auch im legendären „Omen“. Später kamen zahlreiche Auftritte im bekannten Stammheim Kassel hinzu. Weitere Plattenveröffentlichungen folgten. 1997 begann er regelmäßig in Clubs auf Ibiza aufzulegen, wo er spätestens 1999 bei den „Cocoon-Clubbing-Events“ von Sven Väth, die ihren Ursprung im Frankfurter Techno-Club U60311 haben, und als Resident-DJ des Green & Blue in die erste Riege nationaler DJs aufstieg.
Im Sommer 2003 erschien seine Mix-CD „Taka Taka“. Im Herbst 2003 legte Villalobos mit „Alcachofa“ auf Playhouse erstmals ein eigenes Album vor, das eine durchweg positive Presseresonanz erfuhr. Anfang 2005 folgte sein zweites Album unter dem Namen „Thé au Harem d’Archimède“ auf Perlon. Die Eigenproduktionen von Ricardo Villalobos lassen sich keinem klaren Genre zuordnen. Auf seinen Alben sind sowohl Einflüsse von Acid House und Minimalismus, gleichermaßen aber auch südamerikanische und balearische Anklänge zu finden. Im Herbst 2006 sorgte Villalobos mit der Veröffentlichung des rund 37 Minuten langen Tracks „Fizheuer Zieheuer“ für Aufsehen. Der britische Musikkritiker Simon Reynolds nannte "Fizheuer Zieheuer" und "Dexter" als Beleg für seine Einschätzung von Villalobos als einem der wenigen Musiker, die die elektronische Tanzmusik in einer Zeit der allgemeinen Konsolidierung weiter in neue Gebiete vorantrieben.
Villalobos gründete auch das Projekt „Narod Niki“, in dem acht bekannte DJ-Größen gemeinsame Livesets nur mit ihren Laptops bestreiten, darunter Richie Hawtin, mit dem Villalobos bereits seit Beginn seiner DJ-Tätigkeit auf Ibiza immer wieder zusammenarbeitet. Er ist mittlerweile in Berlin beheimatet, verheiratet und hat zwei Kinder.
2007 gründete er das Label „Sei es drum“, auf dem im November das gleichnamige Album erschien.
Am 5. September 2008 nahm Villalobos am Filmprojekt „24h Berlin“ teil, dessen Ergebnis ein Jahr später im Fernsehen ausgestrahlt wurde. Die Dokumentation von Romuald Karmakar zeigt ihn ab dem 19-Uhr-Kapitel zunächst in seinem Studio, wo er an der „Dramaturgie der Nacht“ feilt, und danach bei einem Auftritt in der Panorama Bar im Berghain.

## Diskografie (Auswahl)
Alben
- 2003: Alcachofa (Playhouse)
- 2004: Thé au Harem d’Archimède (Perlon)
- 2006: Salvador (Compilation-Album, Frisbee Tracks)
- 2007: Sei Es Drum (Sei Es Drum)
- 2008: Vasco (Perlon)
- 2011: Re: ECM (mit Max Loderbauer, ECM Records)
- 2012: Dependent and Happy (Vinyl) (Perlon)
- 2017: Empirical House (Vinyl) ([a:rpia:r])

Mix-CDs
- 2002: Love Family Trax (Zomba Records)
- 2003: In The Mix: Taka Taka (Cocoon Recordings)
- 2006: In The Mix – Green & Blue (mit Loco Dice, Cocoon Recordings)
- 2007: Fabric 36 (Fabric (London))
- 2012: Dependent and Happy (CD) (Perlon)

Singles und EPs
- 1993: Sinus Poetry E.P. (Placid Flavour)
- 1995: The Contempt (Ladomat 2000)
- 1996: N-DRA (Hörspielmusik)
- 1998: Salvador (Frisbee Tracks)
- 1998: Heike (Lo-Fi Stereo)
- 1999: Pino Jet Explosion (Frisbee Tracks)
- 1999: 808 The Bassqueen (Lo-Fi Stereo)
- 1999: Frank Mueller Melodram (Perlon)
- 2000: Luna (Playhouse)
- 2000: Ibiza99 (Playhouse)
- 2000: Que Belle Epoque (Frisbee Tracks)
- 2001: Bredow / Damm3 (Perlon)
- 2002: Halma (Playhouse)
- 2003: Alcachofa Tools (Playhouse)
- 2004: Alcachofa Remixes (Playhouse)
- 2005: Achso (Cadenza)
- 2005: Chromosul (Perlon)
- 2006: What's Wrong My Friends? (Perlon)
- 2006: Fizheuer Zieheuer (Playhouse)
- 2008: Enfants (Sei Es Drum)
- 2012: Any Ideas (Perlon)
- 2012: Baby EP (Raum...Musik)

 Dokumentarfilm von Romuald Karmakar
- 2017: Denk ich an Deutschland in der Nacht, Regisseur Romuald Karmakar